# Кнежци
Кнежци су насељено место у саставу града Плетернице, у Славонији, Република Хрватска.

## Историја
До нове територијалне организације налазило се у саставу бивше велике општине Славонска Пожега.

## Становништво
Насеље је према попису становништва из 2011. године имало 61 становника.
| Националност       | 1991.       |
| Хрвати             | 87 (93,54%) |
| Срби               | 0           |
| Југословени        | 5 (5,37%)   |
| остали и непознато | 1 (1,07%)   |
| Укупно             | 93          |